# Rối loạn nhân cách tránh né
Rối loạn nhân cách tránh né (tiếng Anh: avoidant personality disorder-AvPD hoặc anxious personality disorder) là một trạng thái không bình thường của nhân cách, có đặc điểm chung là sự ức chế về mặt xã hội, tự đánh giá thấp bản thân và rất nhạy cảm đối với phán xét không thuận lợi của người khác đối với mình. Đây là một dạng trong nhóm bệnh rối loạn nhân cách. Đối với một số tác giả, AvPD là một kiểu ám ảnh sợ xã hội lan tỏa. Người bệnh nghèo nàn trong các mối quan hệ, họ thường chỉ có vài người bạn, ít tham gia vào các hoạt động chung.

## Chẩn đoán
Thường xuất hiện lúc bắt đầu trưởng thành trong nhiều hoàn cảnh khác nhau và có ít nhất 4 trong các biểu hiện dưới đây:
1. Tránh né các hoạt động xã hội nghề nghiệp phải quan hệ nhiều do sợ bị phê bình, phản đối và chối bỏ.
2. Ngần ngại không bộc lộ tình cảm với người khác dù có nhu cầu được yêu thương.
3. Dè dặt ngay cả trong quan hệ thân tình vì sợ xấu hổ và làm chuyện kỳ cục
4. Trong các bối cảnh xã giao rất sợ bị phê bình và chối bỏ.
5. Trong những quan hệ mới mẻ thường ức chế vì cảm giác mình không được đánh giá cao
6. Tự xem mình không có năng lực giao tiếp xã hội, kém thu hút và thấp kém so với người khác
7. Rất dè dặt để tránh mọi vấn đề trong quan hệ cá nhân hoặc tránh né dấn thân trong các hoạt động mới vì sợ rơi vào tình trạng lúng túng.

### Chẩn đoán phân biệt
Một số căn bệnh có các biểu hiện nào đấy giống nhau khiến chúng ta dễ nhầm lẫn, tuy vậy chúng vẫn có điểm khác biệt để căn cứ vào đó mà phân biệt:
1. Nhân cách phân liệt: không quan tâm tới việc duy trì các quan hệ.
2. Ám ảnh sợ xã hội: xuất hiện trong tình huống phải có mặt trước đám đông, chứ không lan tỏa qua các mối quan hệ. Tuy nhiên có đôi lúc cả hai cùng song hành với nhau.
3. Nhân cách lệ thuộc: không tránh né các mối quan hệ và người nhân cách lệ thuộc rất lo sợ bị bỏ rơi.

## Bệnh kết hợp
Các nghiên cứu chỉ ra một dải tương đối rộng các bệnh kết hợp, rối loạn nhân cách tránh né được báo cáo có tỷ lệ cao liên kết với các bệnh thuộc nhóm rối loạn lo âu. Từ 20 đến 40% người mắc AvPD  có bệnh ám ảnh sợ xã hội, đây là một con số không nhỏ. Nhưng một số báo cáo còn cho thấy các tỷ lệ cao hơn ở các bệnh khác, chẳng hạn có đến 45% người bệnh có biểu hiện của bệnh rối loạn lo âu lan tỏa và trên 56% bệnh rối loạn ám ảnh cưỡng chế. Ngoài ra còn có ám ảnh sợ khoảng trống, tâm thần phân liệt, rối loạn chuyển đổi, bệnh tưởng.

## Dịch tễ học
Rối loạn nhân cách tránh né ảnh hưởng đến từ 0,5% đến 1% dân số, ở Mỹ tỷ lệ trên người trưởng thành là 2.1%–2.6%, lưu ý rằng trẻ em và thanh thiếu niên không được chẩn đoán về các rối loạn liên quan đến nhân cách. Với bệnh nhân tâm thần ngoại trú ghi nhận thấy 10% có bệnh. Nam và nữ có tỷ lệ mắc ngang nhau.

## Nguyên nhân
Nguyên nhân của bệnh đến nay chưa được biết cặn kẽ, như nhiều rối loạn tinh thần khác nó là sự phối hợp giữa gien, môi trường xã hội và các yếu tố tâm lý. Tính cách-cái có khả năng di truyền một phần từ cha mẹ sang thế hệ sau được cho là có liên quan. Những trải nhiệm lo âu trong quá khứ vào thời thơ ấu và thanh niên có thể tạo ra tính cách thu rút xã hội, tránh né và sợ hãi các mối quan hệ mới. Tìm hiểu quá khứ của người mắc AvPD cho thấy tỷ lệ cao bị lạm dụng cảm xúc (emotional abuse), cụ thể là 61%. Lạm dụng thể chất cho thấy có liên hệ với rối loạn stress sau sang chấn và các dạng rối loạn nhân cách khác nhiều hơn.
Nhiều người được chẩn đoán mắc AvPD đã sớm biết đến cảm xúc đau đớn lặp đi lặp lại bởi cha mẹ và/hoặc cộng đồng xung quanh khi bị chỉ trích hay không được chấp nhận. Cái này tạo ra cơ chế phòng thủ, một cách đơn giản họ nghĩ rằng cách tốt nhất để giảm thiểu đau đớn đó là tránh né các mối quan hệ có nguy cơ .

## Điều trị
- Trị liệu tâm lý cá nhân, theo hướng phân tâm hoặc theo hướng nâng đỡ, lựa chọn phương pháp nào tùy vào sự vững mạnh của cái tôi.
- Tâm lý nhóm cũng rất có hiệu quả, phát triển các kỹ năng xã hội và khẳng định bản thân.
- Hóa dược liệu pháp được chỉ định trong trường hợp trầm cảm, lo âu[1].